# Alfredo Stroessner
Alfredo Stroessner Matiauda (pronunciación en alemán: /ˈʃtʁœsnɐˈ/; Encarnación, 3 de noviembre de 1912-Brasilia, 16 de agosto de 2006) fue un militar, político y dictador paraguayo. Lideró su país como presidente de facto desde el 15 de agosto de 1954 hasta el 3 de febrero de 1989, cuando fue derrocado por un golpe de Estado. Su gobierno autoritario de casi treinta y cinco años de duración recibe la denominación de stronismo o stronato.
Con una destacada carrera militar, habiendo participado en la guerra del Chaco contra Bolivia (1932-1935) y la guerra civil paraguaya (1947), y siendo afiliado del Partido Colorado (desde 1951), encabezó un golpe de Estado que depuso al presidente Federico Chaves y tras una breve presidencia provisional de Tomás Romero Pereira, Stroessner resultó elegido sin oposición en las  elecciones generales del 11 de julio de 1954 para completar el período de Chaves. 
Sería reelegido siete veces como presidente, primero sin oposición en un régimen de partido único y luego mediante elecciones fraudulentas. Durante su larga dictadura, se cometieron masivas violaciones a los derechos humanos, tales como arrestos arbitrarios, torturas y desaparición forzada.
Su gobierno colaboró con los demás gobiernos de facto dictatoriales de América del Sur en el Plan Cóndor en la década de los 70, instigado por los Estados Unidos en el contexto de la Guerra Fría, viéndose esto documentado en los Archivos del Terror, descubiertos en 1992.
Fue derrocado por un golpe de Estado llevado a cabo entre la noche del 2 y la mañana del 3 de febrero de 1989, liderado por el general de división Andrés Rodríguez Pedotti, su consuegro, hombre de mayor confianza y hasta entonces mano derecha. Fue enviado al exilio el 5 de febrero de 1989 a la ciudad de Brasilia en Brasil, donde pasaría sus últimos 17 años de vida hasta que finalmente falleció en el Hospital Santa Lucía de Brasilia a las 11:20 horas de la mañana (hora brasileña) del 16 de agosto de 2006 de un shock séptico por complicaciones con una neumonía, fue velado en una estricta ceremonia privada y sepultado en el Cementerio Campo da Esperança en la capital brasileña.

## Biografía

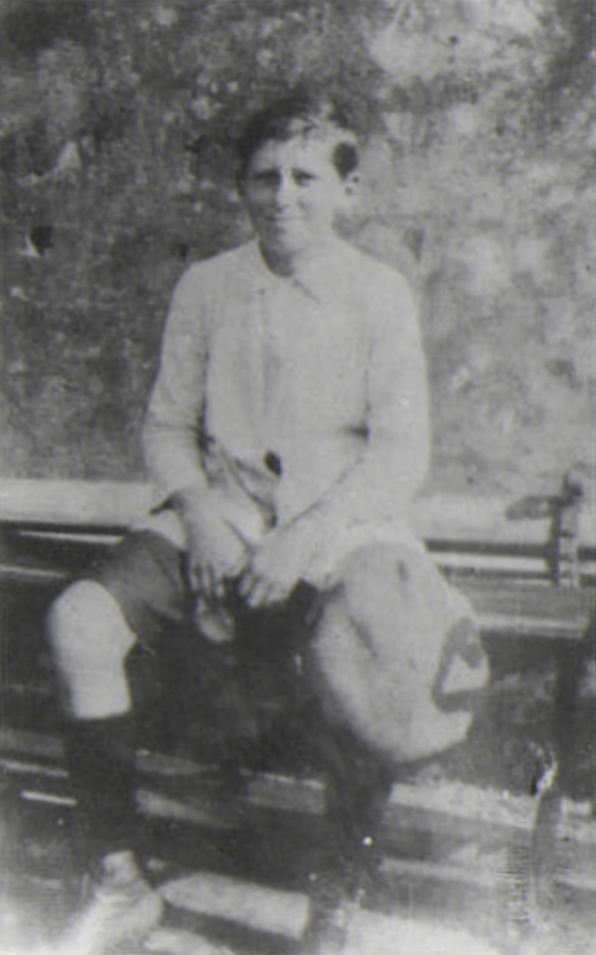
Stroessner, c. 1920.

Nació el 3 de noviembre de 1912 en Encarnación, Departamento de Itapúa, Paraguay. Su padre, Hugo Strößner, era un inmigrante alemán oriundo de Hof, Baviera, que llegó a Paraguay hacia 1895 y trabajaba en una cervecería. Su madre, Heriberta Matiauda, provenía de una familia paraguaya de clase alta, de ascendencia española-criolla.
A los 17 años ingresó al Ejército Paraguayo, con ayuda de su tío Vicente Matiauda. Dos años después, alcanzó el grado de teniente y participó en la Guerra del Chaco (1932-1935) contra Bolivia como cadete de artillería.
Durante la guerra civil paraguaya de 1947, Stroessner fue uno de los comandantes que defendió al gobierno del presidente Higinio Morínigo frente a sectores rebeldes de las Fuerzas Armadas, apoyados por civiles del Partido Liberal Radical Auténtico, el Partido Comunista Paraguayo y el entonces naciente Partido Revolucionario Febrerista.
En 1948, a los 36 años, fue ascendido a general de brigada, convirtiéndose en el general más joven de Sudamérica. En 1951 se afilió al Partido Colorado y fue nombrado comandante en jefe de las Fuerzas Armadas.
En mayo de 1954, ya como general de división, lideró el golpe de Estado que derrocó al presidente Federico Chaves, también colorado. La Junta de Gobierno del Partido lo designó candidato presidencial. Fue electo sin oposición el 11 de julio y asumió la presidencia el 15 de agosto de ese año.

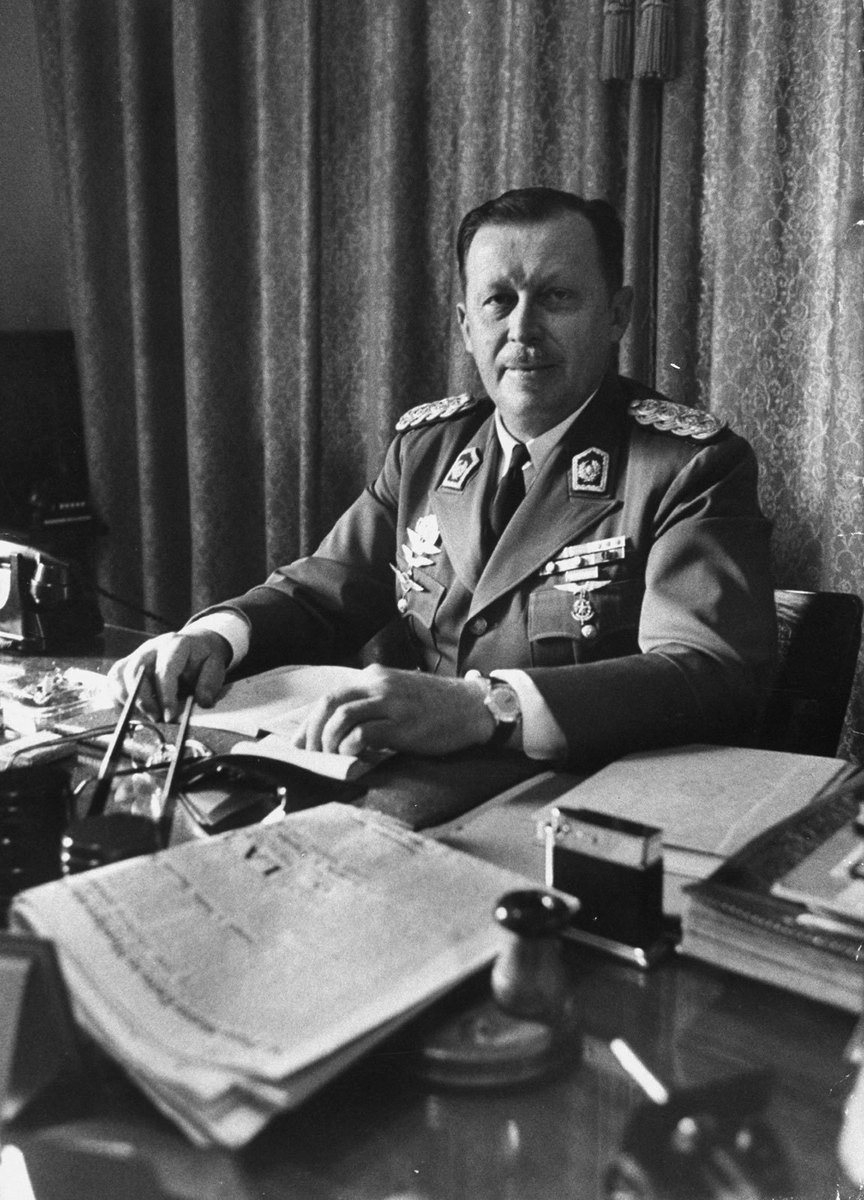
Stroessner en su despacho oficial.

Stroessner fue reelegido en ocho periodos consecutivos, en elecciones en las que participaron también candidatos del Partido Liberal (PL), el Partido Liberal Radical (PLR) y el Partido Revolucionario Febrerista (PRF), aunque en su mayoría —o totalidad— consideradas fraudulentas.

## Dictadura (1954-1989)

### Ascenso al poder
El 31 de mayo de 1951, Stroessner fue designado comandante en jefe interino de las Fuerzas Armadas de la Nación. Este nombramiento, en apariencia una decisión administrativa rutinaria, resultaría decisivo en el reordenamiento del poder político-militar en Paraguay y marcaría el inicio del proceso que culminaría en su acceso a la jefatura del Estado en 1954.
Durante el gobierno de Federico Chaves (1949-1954), Paraguay atravesaba una coyuntura crítica, caracterizada por una profunda inestabilidad institucional, un estancamiento económico persistente, una depreciación sostenida del guaraní, y una fragmentación interna en el seno del Partido Colorado, hegemónico desde la guerra civil de 1947. En este contexto, el presidente del Banco Central del Paraguay, Epifanio Méndez Fleitas, emergía como una figura de gran influencia, generando tensiones tanto dentro del oficialismo como con sectores económicos, en particular con la Asociación Rural del Paraguay, debido a su negativa a convalidar el incremento en el precio del ganado vacuno.
La crisis alcanzó su punto de inflexión en enero de 1954, cuando el gobierno de Chaves intentó desplazar a Méndez Fleitas, provocando una reacción adversa en sectores castrenses. El comandante de la División de Caballería, teniente coronel Néstor Ferreira, exigía la destitución del presidente del Banco Central, mientras que el jefe de la Policía Nacional, Esteban López Martínez, preparaba una eventual defensa del orden institucional. En este clima de tensión preinsurreccional, Stroessner optó por mantener una postura expectante, consolidando su ascendiente sobre la estructura militar y evitando la fragmentación del Ejército.
La dimisión de Méndez Fleitas el 7 de enero de 1954 precipitó una reconfiguración en el entorno presidencial. Chaves designó como nuevo jefe de Policía a Roberto L. Petit Barúa, joven dirigente colorado, con el objetivo de reequilibrar el poder frente al estamento castrense. No obstante, el proceso de rearme policial impulsado por Petit Barúa fue interpretado por el Alto Mando como una amenaza directa a la autoridad militar, incrementando la percepción de ingobernabilidad.
El 4 de mayo de 1954 se produjo el golpe de Estado. Tropas del Batallón 40 atacaron el cuartel central de la Policía en Asunción. En el enfrentamiento murió Petit Barúa. La División de Caballería, neutralizada previamente mediante el arresto de su comandante, no ofreció resistencia. El presidente Chaves intentó refugiarse en el Colegio Militar, donde fue detenido por orden directa de Stroessner. La presidencia quedó vacante.
Ante la acefalía, el Partido Colorado —profundamente dividido— aceptó una solución transicional. Entre el 5 y el 8 de mayo, el poder real fue ejercido por las Fuerzas Armadas de la Nación. Stroessner, rechazando asumir el mando por la vía de facto, accedió a una salida institucional controlada, tras negociaciones encabezadas por el propio Méndez Fleitas. Se acordó la celebración de elecciones presidenciales con candidatura única. El 11 de julio de 1954 se realizaron los comicios sin participación opositora, en los que Stroessner fue electo presidente. Tomás Romero Pereira, presidente del Partido Colorado, asumió interinamente el Ejecutivo hasta la toma de posesión el 15 de agosto.

### Consolidación de su régimen

Stroessner junto a su homólogo brasileño, Humberto de Alencar Castelo Branco, 27 de marzo de 1965.

Una vez en el poder, con la finalidad de poner fin a un período de 50 años de anarquía perjudicial caracterizada por una sucesión constante y controvertida de presidentes, algunos de los cuales apenas ocupaban el cargo por días, Stroessner procedió a suprimir de manera inmediata las garantías constitucionales. Además, ejerció un control riguroso sobre las actividades de los partidos políticos y desplegó una represión severa. Su gobierno se sustentó en el respaldo tanto del Ejército Paraguayo como del Partido Colorado. En este último, llevó a cabo purgas significativas con el objetivo de consolidar su dominio y asegurar su permanencia en el poder. El partido gobernante se transformó en una estructura dedicada al intercambio de favores, lo que propició la propagación de la corrupción en lo que posteriormente se denominó como «la trilogía»: Gobierno-partido-fuerzas armadas.

### Derechos humanos y represión
El régimen de Stroessner instauró un sistema represivo formalmente respaldado por la Policía Nacional, las Fuerzas Armadas y agencias de inteligencia como la DNAT y el Departamento de Investigaciones, bajo el amparo del estado de sitio permanente.
Según el informe de la Comisión de Verdad y Justicia (CVJ), entre 1954 y 1989 se registraron aproximadamente 20 090 detenciones arbitrarias, 18 772 casos de tortura, 336 desapariciones forzadas y 59 ejecuciones extrajudiciales. Los métodos documentados incluyen picana eléctrica, asfixia por inmersión, palizas, aislamiento prolongado, privación sensorial y violencia sexual dirigida principalmente contra mujeres.
Los centros oficiales, en particular la DNAT y el Departamento de Investigaciones en Asunción, fueron empleados sistemáticamente como espacios de detención, interrogatorio y tortura de sindicalistas, campesinos, estudiantes, religiosos, intelectuales y militantes políticos.
En 1975 Paraguay se integró a la Operación Cóndor, una red represiva regional. Los Archivos del Terror, descubiertos en Lambaré en diciembre de 1992, evidenciaron intercambios de inteligencia, secuestros, torturas y asesinatos coordinados entre agencias del Cono Sur mediante redes encriptadas.
La CVJ identificó inicialmente 9923 víctimas registradas en dichos archivos, cifra que ascendió a 10 167 tras expansión documental.
Diversas organizaciones de derechos humanos, en conjunto con la Iglesia y comunidades indígenas, promovieron acciones de resistencia, como la marcha silenciosa de 1988. La documentación obtenida impulsó la creación del Centro de Documentación del Poder Judicial (1993). En 2008 se entregó formalmente el informe final de la CVJ como acto de reconocimiento estatal.
Durante el régimen se elaboraron y promulgaron constituciones (1967, 1977) que eliminaron límites a la reelección presidencial, consolidando el control político.
Se documentó tortura institucionalizada en celdas oficiales, que incluyó esclavitud sexual de niñas y adolescentes en instalaciones vinculadas al alto mando militar.
Asimismo, se impusieron medidas de censura cultural, como la prohibición de la obra Las troyanas de Eurípides en 1984, considerada «un panfleto contra el orden, la disciplina, el soldado y la ley».

### Política exterior
Su régimen fue anticomunista. Paraguay fue uno de los primeros países hispanoamericanos en romper relaciones diplomáticas en 1960 con el régimen de Fidel Castro en Cuba, que había consumado el año anterior la Revolución cubana. También rompió relaciones diplomáticas con casi todos los Estados comunistas del mundo, a excepción de Rumania y Yugoslavia, gobernadas respectivamente por Nicolae Ceauşescu y por Josip Broz Tito. Además, como parte de esa postura, en 1957 los paraguayos reconocieron a Taiwán como una nación soberana e independiente. Por esta postura, el gobierno de Stroessner contó desde un inicio con un gran apoyo por parte de los Estados Unidos y, en menor medida, de la Alemania Occidental.
En 1960 durante el régimen de Arturo Frondizi en Argentina autorizó en las actividades secretas de la policía política de Stroessner que se dedicarían al espionaje del exilio paraguayo en el país del sur. En los 60 se instalaron en el país redes de pyragües, el ejército irregular de informantes de Stroessner. En 1961 con adquiecencia del gobierno argentino de Frondizi, Edgar L. Ynsfrán, el ministro del Interior y Ramón Duarte Vera, jefe de la Policía paraguaya, crearon un ejército privado de informadores sobre las actividades de los dirigentes opositores en Argentina, que luego se extendería a Brasil y Uruguay.

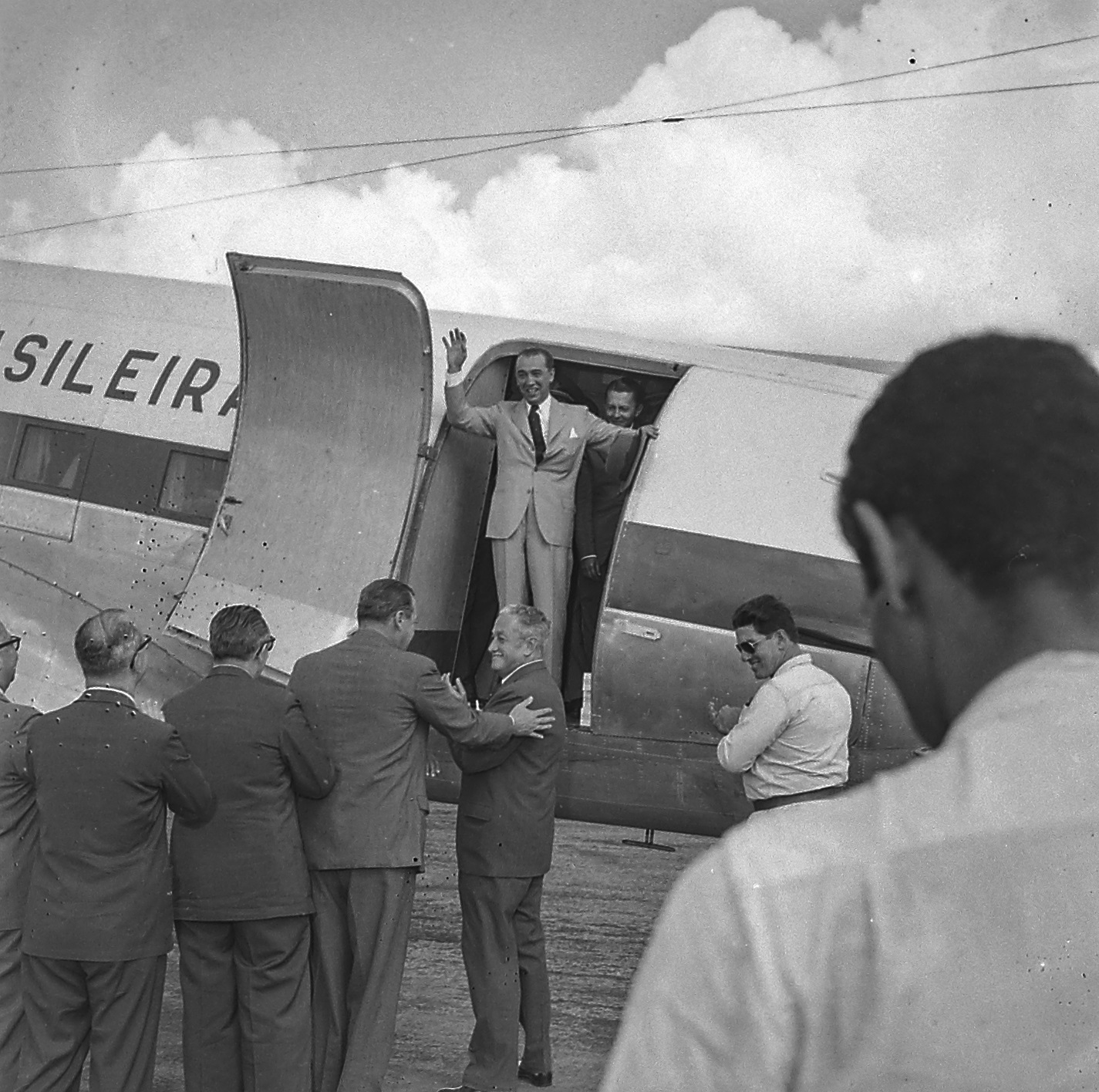
Stroessner visita Brasilia con Juscelino Kubitschek (1958).

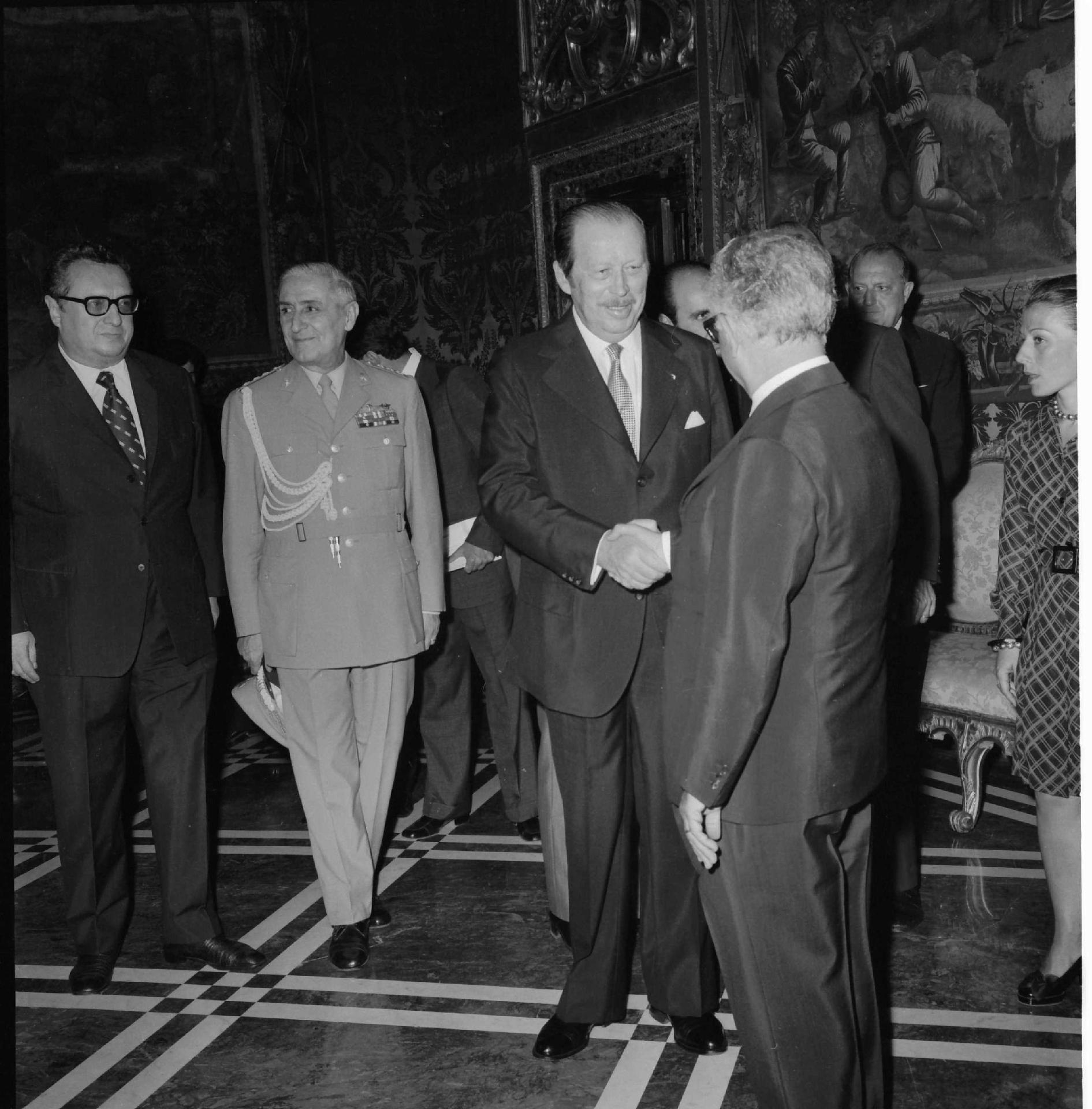
Encuentro entre Stroessner y el presidente de Italia, Giovanni Leone (1973).

En el ámbito regional, y a través de las décadas, Stroessner apoyó a regímenes de la región que tuviesen una notoria impronta anticomunista: el pinochetismo en Chile, el peronismo en Argentina, etc. El gobierno paraguayo tuvo un papel muy activo en la caída del gobierno de Juan Bosch en República Dominicana, ayudó en la captura del Che Guevara y también en el golpe de Estado del general Hugo Banzer en contra del general Juan José Torres en Bolivia. Se reunió con los presidentes argentinos Juan Domingo Perón, Arturo Frondizi, y los  dictadores Agustín Lanusse y
Jorge Rafael Videla; el príncipe Felipe de Edimburgo; el príncipe Bernardo de los Países Bajos; el presidente francés Charles de Gaulle y la primera dama Yvonne Vendroux; el vicepresidente estadounidense Richard Nixon; los presidentes chilenos Carlos Ibáñez del Campo y Augusto Pinochet. También se reunió con los jefes de la Junta Militar, los generales José Toribio Merino, César Mendoza y Gustavo Leigh; el dictador venezolano Marcos Pérez Jiménez; los príncipes de España Juan Carlos de Borbón y Sofía; los presidentes norteamericanos: Dwight D. Eisenhower, Lyndon B. Johnson y Jimmy Carter; los presidentes mexicanos Adolfo Ruiz Cortines y Luis Echeverría; el papa Juan Pablo II; los príncipes herederos de Japón Akihito y Michiko; el primer ministro japonés Eisaku Sato, así como los presidentes brasileños Juscelino Kubitschek, Humberto de Alencar Castelo Branco, Emílio Garrastazu Médici y Ernesto Geisel.
Realizó múltiples viajes de Estado, incluyendo un encuentro con el emperador Hirohito de Japón. Asimismo, mantuvo reuniones con el dictador Francisco Franco en España, el presidente francés Georges Pompidou y el presidente italiano Giovanni Leone. Además, efectuó visitas a otros países como Taiwán, Sudáfrica (con el cual Paraguay mantenía estrechas relaciones bilaterales). De igual modo, se convirtió en el primer jefe de Estado extranjero en visitar Chile tras el golpe militar liderado por Augusto Pinochet en 1973, lo que contribuyó a la legitimación de su dictadura y estableció una relación personal cercana con él. Pinochet visitó Paraguay a principios de 1974; y obsequió a Stroessner una replica del sable de O'Higgins.
En su visita a Chile en septiembre de 1974, durante la Parada Militar acompañó a su homólogo chileno Augusto Pinochet en la tribuna de honor y los demás integrantes de la Junta Militar. En 1976, Stroessner facilitaría pasaportes a algunos agentes de la DINA, entre ellos Michael Townley, quien estuvo implicado en el asesinato del excanciller de Allende, Orlando Letelier. Cuando Stroessner fue derrocado en 1989, Pinochet le ofreció asilo político en Chile.

#### Stroessner y los nazis
Realizó numerosos viajes a la Alemania Occidental dado su perfil proalemán debido al lugar de nacimiento de su padre en Hof (Baviera), Alemania, aunque las relaciones con este país se volvieron tensas con el paso del tiempo.

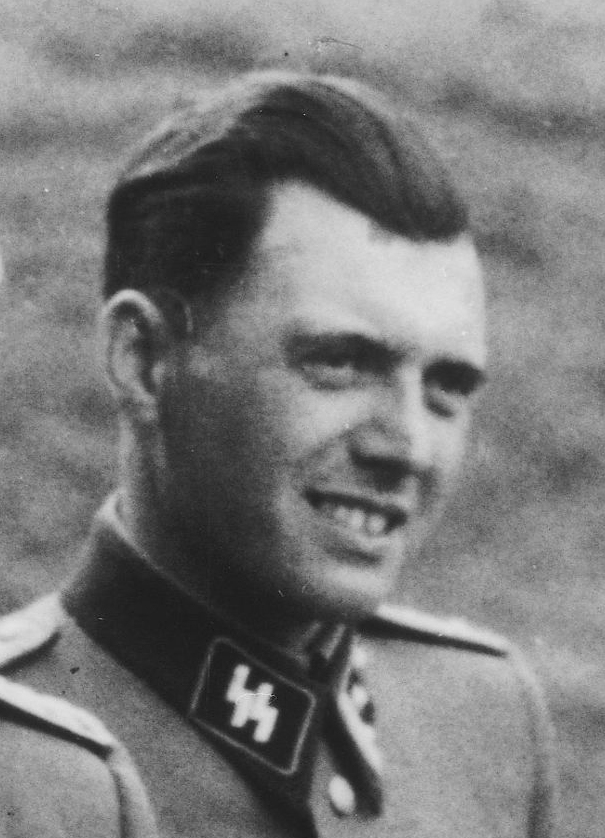
Josef Mengele.

Stroessner mostró una gran simpatía por Adolf Hitler, su régimen y los nazis, a varios de los cuales garantizó el asilo político en el Paraguay, después de haber sido derrotados en la Segunda Guerra Mundial: entre los más destacados estaban el doctor Josef Mengele y Eduard Roschmann. Adolf Eichmann había sido secuestrado en Buenos Aires en 1960, siendo llevado ante la justicia y condenado a muerte en Jerusalén; el gobierno israelí siempre trató de irrumpir en Paraguay para capturar a Mengele, a quien le concedió la ciudadanía paraguaya (Martin Bormann, pese a que el rumor fue fuertemente instalado, nunca llegó a vivir en Paraguay, ya que falleció en 1945). El expresidente argentino Juan Domingo Perón, también dio refugio a numerosos exiliados nazis, se exilió en el Paraguay de Stroessner al ser derrocado en 1955.

#### Apoyo a los Estados Unidos
Paraguay disfrutó de estrechos lazos militares y económicos con los Estados Unidos y apoyó la invasión estadounidense de la República Dominicana. El régimen de Stroessner incluso ofreció enviar tropas a la guerra de Vietnam junto con los estadounidenses. Estados Unidos desempeñó un «papel fundamental de apoyo» en los asuntos internos del Paraguay de Stroessner. Entre 1962 y 1975, Estados Unidos proporcionó 146 millones de dólares al gobierno militar de Paraguay, con lo que los oficiales paraguayos fueron capacitados en la Escuela de las Américas del Ejército de Estados Unidos. Aunque las fuerzas militares y de seguridad bajo Stroessner recibieron menos apoyo material por parte de los Estados Unidos que otros países sudamericanos, existían fuertes conexiones intermilitaristas a través de asesores militares y entrenamiento militar. Entre 1962 y 1966, cerca de 400 militares paraguayos fueron entrenados por Estados Unidos en la Zona del Canal de Panamá y en suelo estadounidense. Richard Nixon declaró que el régimen de Stroessner era un «modelo viable de democracia para América Latina». Continuaron hasta que la Administración de Jimmy Carter cuando se enfatizó una política exterior que reconocía los abusos a los derechos humanos, aunque tanto la ayuda militar como la económica fueron asignadas al gobierno paraguayo en los presupuestos de Carter.
Además, permitió la entrada de dictadores derrocados de otros países, como el ya citado Anastasio Somoza Debayle. El mortal atentado contra Somoza, ocurrido en Paraguay, llevó a Stroessner a cometer todo tipo de atropellos en busca de posibles culpables, como es el caso del periodista chileno Rafael Mella Latorre. Su régimen también es señalado como responsable de políticas genocidas contra los indígenas Achés. Asimismo, permitió el asentamiento de grupos evangelistas estadounidenses, como Las Nuevas Tribus.

### Política económica
Cuando Stroessner llegó al poder, se encontró con una gran crisis social y económica. Su reto como nuevo mandatario fue sanear la economía, pero sin implantar medidas de liberalización. El crecimiento empezó a tomar efecto a finales de los años 1950. Durante los años 1960, la economía mostró un crecimiento positivo y llegó a crecer un promedio de 4.2 % del PIB. El crecimiento moderado continuó hasta la mitad de los años 1970: desde 1976-81, ocurrió un boom en la economía debido a la construcción de la Represa de Itaipú, que permitió un crecimiento de un 11 % del PIB, al mismo tiempo que aumentaba la corrupción y el contrabando.
En 1972, el régimen de Stroessner implementó un cambio en el huso horario oficial, adelantando los relojes una hora con el objetivo declarado de optimizar el consumo energético. Esta medida buscaba reducir la demanda de electricidad mediante un aprovechamiento más eficiente de la luz solar.
Stroessner firmó un tratado con Argentina, Brasil y Uruguay para permitirle a Paraguay exportar sus productos; este tratado pasó a llamarse Tratado del Río de la Plata. A partir de 1982, la economía empezó a deteriorarse debido a que el país iba quedando cada vez más al margen de la comunidad internacional por los abusos en los derechos humanos. El crecimiento se niveló a partir de 1986 y la economía creció entre el 3 y el 4 % del PIB.

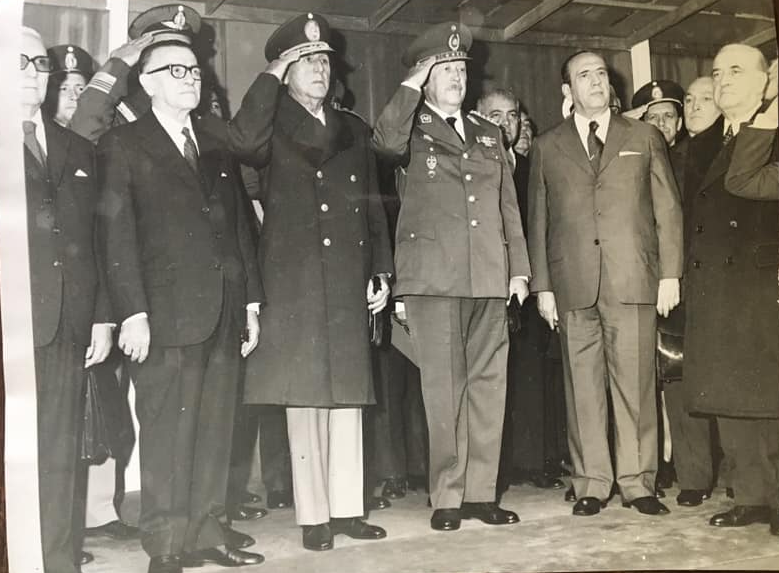
Alfredo Stroessner recibe en visita oficial al presidente de la Argentina, Juan Domingo Perón, 7 de junio de 1974.

Era respetado por su disciplina financiera de renegociar los préstamos que le garantizaba el Banco Mundial, lo que le permitió mantener una moneda estable.
En concordancia con la política económica del carácter del general Stroessner, los servicios de la Central Intelligence Agency (CIA) fueron declarados de gran importancia para garantizar la inversión desarrollista del Banco Mundial. El 23 de mayo de 1969, un grupo de agentes de la CIA fue admitido en el Paraguay bajo la licencia del mismo organismo desarrollista. Algunos de sus efectivos fueron asignados a acciones políticas para diversificar la base social del partido y, en consecuencia, varios nacionales fueron desaparecidos después de haber sido arrestados bajo cargos de incitación revolucionaria con el apoyo de un simbólico «partido comunista».
En los años sesenta y setenta en América del Sur, Alfredo Stroessner en conjunto con inversionistas realizó diversas obras de infraestructuras, como la construcción de la Represa de Itaipú, este último, apaciguando las aguas por el conflicto del Salto del Guaira con el Brasil, dio origen a Itaipú que fue la mayor planta de energía hidroeléctrica del mundo hasta que los chinos construyesen la Presa de las Tres Gargantas en 1994.
El presidente también buscó ampliar la infraestructura de su país, multiplicando y mejorando el sistema de carreteras, como la Transchaco y los puentes, y aumentando considerablemente el número de escuelas, hospitales y otras instituciones estatales.
En materia rural, el stronismo ensayó una suerte de reforma agraria al entregar 20 hectáreas de tierras arables a un precio normal a quienes concluyesen el servicio militar obligatorio; la medida benefició a miles de familias. También contribuyó a desarrollar el mercado internacional de la soja, cultivo que ingresó al país en 1967.

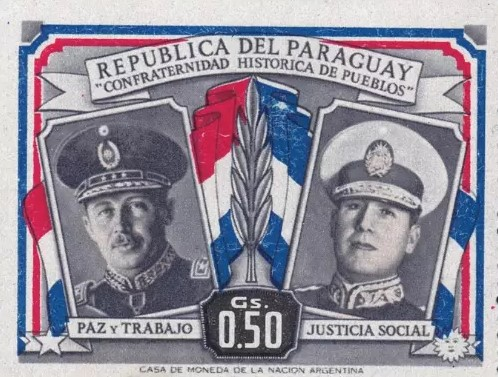
Estampilla de 1955 con los rostros de Alfredo Stroessner y el presidente de Argentina, Juan Domingo Perón.

También destacan otras obras públicas, como carreteras, escuelas, universidades, edificios, puentes, hospitales, aldeas, pueblos y ciudades, como Puerto Flor de Lis (en 1957), después llamada Puerto Presidente Stroessner, y renombrada Ciudad del Este en 1989. Cuando realizaba las campañas electorales para ser reelegido, usaba el eslogan «Paz, Trabajo y Bienestar con Stroessner» y cada obra que realizaba llevaba su nombre.

### Ministros

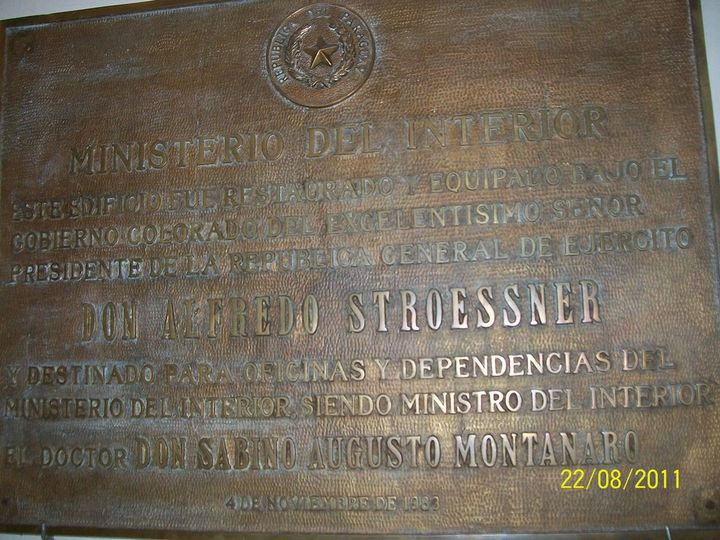
Placa conmemorativa del régimen de Stroessner, ubicada en el Ministerio del Interior, que alude a su restauración y equipamiento durante la gestión del ministro Sabino Augusto Montanaro.

La siguiente tabla es una lista parcial de los ministros durante el stronismo:
| Cargo                                        | Ministros |
| -------------------------------------------- | --- |
| Ministro de Agricultura y Ganadería          | Fabio Da Silva, Martín Cuevas, Ezequiel González Alsina, Hernando Bertoni |
| Ministro de Defensa Nacional                 | Herminio Morínigo (1954-1961), Leodegar Cabello (1962-1968), Marcial Samaniego (1969-1983), Gaspar Germán Martínez (1984-1989)                                                          |
| Ministro de Educación y Culto                | Luis Martínez Miltos (1954), Raúl Peña (1954-1957, 1968-1984), Jorge Bernardino Gorostiaga (1957-1959, 1962-1967), Fabio Da Silva (1960-1961), Carlos Antonio Ortiz Ramírez (1984-1989) |
| Ministro de Hacienda                         | Carlos Velilla (1954-1956), César Barrientos (1956-1988), Carlos Ortiz Ramírez (1988), Elvio Alonso Martino (1988-1989)                                                                 |
| Ministro de Industria y Comercio             | César Barrientos, Fabio Da Silva, Domingo Montanaro, Ezequiel González Alsina, José Antonio Moreno González, Delfín Ugarte Centurión                                                    |
| Ministro del Interior                        | Tomás Romero Pereira (1954-1956), Edgar L. Ynsfrán (1956-1966), Juan Ramón Chaves, Sabino Augusto Montanaro (1966-1989)                                                                 |
| Ministro de Justicia y Trabajo               | Luis Martínez Miltos, Ezequiel González Alsina, César Garay, Juan Ramón Chaves, Sabino Augusto Montanaro, Saúl González, José Eugenio Jacquet                                           |
| Ministro de Obras Públicas y Comunicaciones  | Marcial Samaniego (1954-1956, 1962-1974), Mario Coscia Tavarozzi (1956-1960), Tomás Romero Pereira (1960-1962), Juan Antonio Cáceres (1974-1989)                                        |
| Ministro de Relaciones Exteriores            | Hipólito Sánchez Quell (1954-1956), Raúl Sapena Pastor (1956-1976), Carlos Alberto Nogués (1976-1983), Carlos A. Saldívar (1983-1988), Rodney Elpidio Acevedo (1988-1989)               |
| Ministro de Salud Pública y Bienestar Social | Enrique Zacarías Arza (1954-1958), Raúl Peña (1958-1960, 1969), Dionisio González Torres (1960-1968), Adán Godoy Jiménez (1969-1989)                                                    |
| Ministro sin cartera                         | Tomás Romero Pereira (1956-1960, 1968-1982), Juan Ramón Chaves, Sabino Augusto Montanaro                                                                                                |

## Derrocamiento
Dentro del sector tradicionalista del Partido Colorado, identificado como la facción opositora al oficialismo stronista, se encontraba el general Andrés Rodríguez Pedotti, comandante del I Cuerpo del Ejército (I CE) y estrecho colaborador del general Alfredo Stroessner. A medida que el mandatario envejecía, Rodríguez emergía como un probable sucesor, circunstancia que generó recelos dentro del ala oficialista del partido, que procuró neutralizar su creciente influencia ofreciéndole un cargo ceremonial como ministro de Defensa o, en su defecto, el retiro anticipado de la vida militar.
Durante los primeros días de enero de 1989, comenzaron a intensificarse en Asunción los rumores sobre un inminente golpe de Estado. Diversas fuentes señalaban que las fuerzas blindadas del I CE —una de las unidades más poderosas del país y bajo control directo del general Rodríguez— serían las encargadas de ejecutar el levantamiento armado contra el régimen. No obstante, gran parte del círculo cercano a Stroessner, como los miembros del Cuatrinomio de Oro e incluso el propio dictador, subestimó estas advertencias, dada la estrecha relación personal entre ambos jefes militares.
Esa cercanía se sustentaba en un vínculo familiar directo: Rodríguez era consuegro del presidente Stroessner, ya que su hija, Marta Rodríguez, estaba casada con Hugo Alfredo Stroessner Mora, hijo del dictador. Esta relación influyó, presumiblemente, en la percepción de lealtad que el mandatario mantenía hacia Rodríguez, y en su consecuente desatención a las señales de conspiración que se acumulaban durante las semanas previas al levantamiento.
Según información obtenida por oficiales leales al régimen, se preveía que el golpe se ejecutaría alrededor de las 03:00 horas (UTC−3) del 3 de febrero de 1989. Sin embargo, la sublevación fue adelantada y comenzó alrededor de las 21:00 del 2 de febrero, con la ocupación de diversas instalaciones militares en Asunción. Para garantizar el sigilo operativo, los conspiradores utilizaron seudónimos como «Carlos» y «Víctor» durante la coordinación del movimiento.
A las 20:00 horas del mismo día, el general Stroessner se dirigía a la residencia de María Estela Ñata Legal, su pareja sentimental, cuando fue notificado telefónicamente sobre el inicio de la acción insurgente liderada por su consuegro. Intentó trasladarse al Comando en Jefe, pero en ese momento las tropas leales a Rodríguez ya habían tomado el control de puntos estratégicos en la capital. Stroessner terminó siendo derrocado.

## Exilio
Consumado el derrocamiento, Alfredo Stroessner fue enviado al exilio en Brasil. El 5 de febrero de 1989, acompañado por aproximadamente treinta familiares y colaboradores, abandonó Paraguay en un vuelo especial rumbo al Aeropuerto Internacional de Viracopos, en Campinas, estado de São Paulo, donde estableció su residencia definitiva.
En 1992, Martín Almada —opositor a la dictadura— y el diario Noticias ―a través de los periodistas Christian Torres, Zulia Giménez, Alberto Ledesma y José Gregor, entre otros―, descubrieron los llamados «Archivos del Terror», unos documentos que demostraban que Stroessner había participado en la Operación Cóndor, un acuerdo militar anticomunista para la persecución de exiliados, con apoyo de las dictaduras militares de Argentina, Brasil, Bolivia, Chile, Ecuador y Uruguay, que propició la tortura, secuestro y asesinato de miles de paraguayos y ciudadanos de los países mencionados. Almada solicitaría al juez español Baltasar Garzón la extradición de Stroessner. A su vez, circularon rumores que aseguraban que Stroessner padecía cáncer de piel. En 2004, su nieto fue postulado para la presidencia del Partido Colorado por el departamento Alto Paraná, debido a que el exdictador gozaba de una alta popularidad en aquel departamento, pero fue derrotado en las urnas.

## Vida privada
Contrajo matrimonio con Eligia Mora, conocida públicamente como Ligia Stroessner, quien en su juventud se había desempeñado como docente. La fecha exacta de la boda entre Stroessner y Mora no está claramente documentada. Fruto de esa unión nacieron tres hijos: Gustavo, Graciela y Hugo Alfredo, conocido como «Freddy».
Durante y antes de su mandato presidencial, Stroessner mantuvo múltiples relaciones extramatrimoniales. Según varias fuentes, algunas de sus relaciones fueron con adolescentes de 13 años de edad, y es posible que haya engendrado más de treinta hijos ilegítimos. Al respecto, el periodista y escritor Bernardo Neri Farina afirmó que «es imposible saber cuántos hijos tuvo Stroessner». Sus relaciones fueron divulgadas después de su dictadura, empañando aún más su imagen.

## Muerte
El 16 de julio de 2006, Stroessner fue ingresado para ser operado de dos hernias inguinales en el Hospital Santa Lucía de Brasilia, con resultados satisfactorios en los primeros días, pero luego sufrió una complicación pulmonar que derivó en neumonía y lo mantuvo en estado crítico hasta el 16 de agosto de 2006, cuando falleció. Fue sepultado el 17 de agosto de 2006 en el cementerio Campamento de la Paz de Brasilia, en una ceremonia privada, a la cual solo asistieron sus familiares y amigos cercanos. Se preveía trasladar sus restos a Paraguay a los pocos meses, pero el gobierno paraguayo, presidido por el colorado Nicanor Duarte Frutos, hizo saber que no recibiría con honores el cuerpo de Stroessner.

## Legado y consecuencias de su régimen

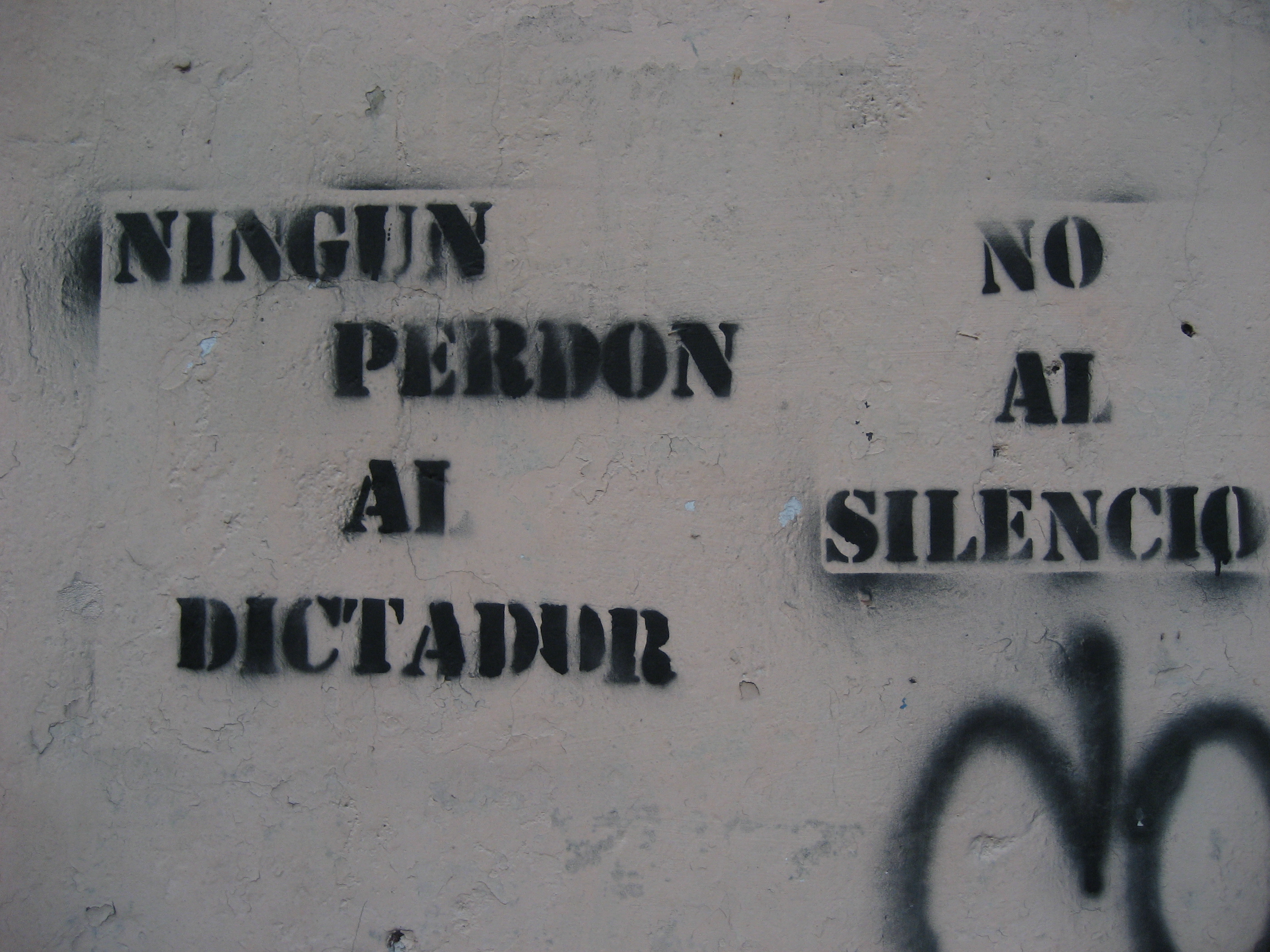
Inscripción mural con expresiones de condena al régimen stronista en la vía pública de Asunción, registradas en el año 2006.

La transición del régimen autoritario encabezado por Alfredo Stroessner dejó una impronta estructural profunda en el tejido político, institucional y social del Paraguay contemporáneo, cuyas valoraciones son objeto de aguda polarización generacional e ideológica. Mientras un sector de la ciudadanía —mayoritariamente identificado con círculos nostálgicos del autoritarismo— rememora su figura con deferencia, llegando incluso a organizar conmemoraciones anuales en torno a su natalicio (3 de noviembre), lo hacen en virtud de lo que consideran una administración estatal eficaz en materia de obras públicas y estabilidad macroinstitucional. Para este grupo, Stroessner representa un paradigma de gobernabilidad funcional.
En contraposición, una proporción sustantiva de la sociedad civil y del aparato académico identifica al stronismo como el vector originario del proceso de desinstitucionalización del Estado paraguayo, al consolidar un aparato gubernamental altamente patrimonialista, con niveles sistémicos de corrupción que se perpetuaron más allá de su derrocamiento en 1989. Desde esta perspectiva crítica, el régimen produjo un colapso progresivo de la arquitectura normativa e institucional del país, cuyos efectos se proyectan hasta la actualidad.
La permanencia de la hegemonía del Partido Colorado en el escenario político post-autoritario es interpretada por diversos analistas como la evidencia empírica más nítida de la continuidad del ethos stronista en las prácticas de poder del Paraguay democrático. En este marco, figuras como el expresidente Mario Abdo Benítez (2018-2023) han manifestado públicamente una valoración parcial del régimen, rescatando aspectos vinculados a la infraestructura y el orden público, aunque tomando distancia discursiva respecto de las violaciones sistemáticas de derechos humanos.
En una línea similar, el actual presidente Santiago Peña, en declaraciones efectuadas en mayo de 2023, minimizó el carácter autoritario del periodo stronista, refiriéndose a él como una etapa de «déficit en derechos humanos», pero con externalidades positivas asociadas a la estabilidad política y la capacidad de resiliencia ante crisis regionales. Peña evitó calificarlo abiertamente como una dictadura, sugiriendo que su legado histórico requiere una lectura equilibrada.
La persistencia del legado stronista se expresa también en la limitada judicialización de los crímenes de lesa humanidad cometidos durante la dictadura: apenas unos pocos agentes estatales y un civil han recibido condenas, y el proceso de identificación de personas desaparecidas comenzó formalmente recién en 2016. Esta situación ha sido denunciada por referentes como monseñor Mario Melanio Medina, expresidente de la Comisión de Verdad y Justicia, quien atribuye la falta de avances al déficit de voluntad política por parte de los gobiernos democráticos sucesores.
Uno de los legados más estructuralmente persistentes del régimen stronista es el agravamiento de la desigualdad socioeconómica, particularmente en lo relativo al régimen de tenencia y distribución de tierras. Aunque Paraguay ya no encabeza los índices globales de concentración de propiedad, informes recientes de organizaciones como Oxfam y Amnistía Internacional continúan señalando al país como uno de los más inequitativos en América Latina en este ámbito. En 2023, Oxfam documentó que el 1,6 % de la población concentraba el 80 % de la superficie agrícola nacional.
Esta concentración extrema de tierras se remonta directamente a prácticas clientelares institucionalizadas durante el stronismo, cuando, entre 1954 y 1989, se adjudicaron de forma irregular aproximadamente 8 millones de hectáreas a actores vinculados al régimen, cifra equivalente a casi un tercio del total de tierras cultivables del país. Estas superficies son actualmente reconocidas como «tierras malhabidas», y su restitución continúa siendo una fuente constante de conflictos socio-territoriales, en especial con comunidades campesinas e indígenas que reclaman derechos ancestrales sobre dichos espacios.

### Sobre Alfredo Stroessner
- Biografía del Excelentísimo Señor Presidente de la República del Paraguay General de Ejército don Alfredo Stroessner. Colaborador: Presidencia de la República del Paraguay. Asunción, Paraguay: Subsecretaría de Informaciones y Cultura. 1980. p. 35.
- Biografía del Excelentísimo Señor General de Ejército don Alfredo Stroessner, Presidente de la República del Paraguay, Comandante en Jefe de las Fuerzas Armadas de la Nación. Presidencia de la República del Paraaguay, Subsecretaría de Informaciones y Cultura. 1985. p. 58.

#### Mensajes y discursos de Stroessner
- Stroessner, Alfredo (1979). Mensajes y discursos del Excelentísimo Señor Presidente de la República del Paraguay General de Ejército Don Alfredo Stroessner: 1954-1959 1. Presidencia de la República del Paraguay, Subsecretaría de Informaciones y Cultura.
- Stroessner, Alfredo (10 de abril de 2008) [1979]. Mensajes y discursos del Excelentísimo Señor Presidente de la República del Paraguay, General de Ejército don Alfredo Stroessner: 1960-1964 2. Procedencia del original: Universidad de California. Presidencia de la República del Paraguay, Subsecretaría de Informaciones y Cultura.
- Stroessner, Alfredo (11 de abril de 2008) [1979]. Mensajes y discursos del Excelentísimo Señor Presidente de la República del Paraguay, General de Ejército don Alfredo Stroessner: 1965-1972 3. Procedencia del original: Universidad de California. Presidencia de la República del Paraguay, Subsecretaría de Informaciones y Cultura.
- Stroessner, Alfredo (11 de abril de 2008) [1979]. Mensajes y discursos del Excelentísimo Señor Presidente de la República del Paraguay, General de Ejército don Alfredo Stroessner: 1973-1979 4. Procedencia del original: Universidad de California. Presidencia de la República del Paraguay, Subsecretaría de Informaciones y Cultura.
- Stroessner, Alfredo (2011) [1979]. Mensajes y discursos del Excelentísimo Señor Presidente de la República del Paraguay, General de Ejército don Alfredo Stroessner: 1979-1981 5. Procedencia del original: Universidad de Wisconsin – Madison. Presidencia de la República del Paraguay, Subsecretaría de Informaciones y Cultura.

### Sobre la dictadura de Stroessner
- Lewis, Paul H. (1980). «Paraguay Under Stroessner». University of North Carolina Press (en inglés) (Chapel Hill). ISBN 978-0-8078-1437-6.
- González Delvalle, Alcibíades (1998). Contra el olvido: la vida cotidiana en los tiempos de Stroessner. Servilibro. ISBN 99925-41-08-3.
- Jacquet, Guillermo; Jacquet, Zunilda (2015). Historia de las luchas campesinas. Editorial Ñemitỹ.
- Gutiérrez Colmán, Andrés (2024). Tiranosaurio: retrato periodístico de una dictadura. Servilibro y Ñe’ẽRaity Espacio Creativo. ISBN 9789998992795.
- Costa, José María; Palau, Rosa; Acosta Dávalos, Élida (2022). Periodismo y cultura bajo represión stronista: Ataques a la libertad de expresión rememorados desde los documentos contenidos en el Archivo del Terror. Centro de Documentación y Archivo para la Defensa de los Derechos Humanos. ISBN 978-99925-3-827-2.
- Boccia Paz, A.; Palau Aguilar y otros (2013). Paraguay: Archivos del Terror (3.a edición). Servilibro. ISBN 9789995301064.
- Almada, Martín (10 de febrero de 2011) [1989]. Paraguay, la cárcel olvidada: el país exiliado (6.a edición). Ñanduti Vive.
- Gimlette, John (2005). At the Tomb of the Inflatable Pig: Travels Through Paraguay (en inglés). Vintage Books. ISBN 9780307806529.
- Santicaten (1973). Charlas con el general Stroessner. Editorial Internacional de Grandes Autores Latino-Americanos.

- Miranda, Carlos R. (1990). «Stroessner Era: Authoritarian Rule in Paraguay». Westview Press (en inglés) (Boulder, Colorado). ISBN 978-0-8133-0995-8.

- Yore, Fátima Myriam (1992).  Dolly Ruiz Sánchez, ed. La dominación stronista: orígenes y consolidación, “seguridad nacional y represión”. Composición: Margarita de Segovia y Rosa Palau. Diagramación y armado: Isaac Duré. Asunción, Paraguay: Editora Litocolor. p. 292.
- Yore, Fátima Myriam (2014). Presidencialismo y transición democrática: el caso paraguayo en los 90. Asunción, Paraguay: Facultad Latinoamericana de Ciencias Sociales. p. 329. ISBN 9789996777004.